# Tabarca (Insel)
Die Insel Tabarca (auch Nueva Tabarca genannt) befindet sich im Mittelmeer in der Nähe des Kaps von Santa Pola bei Alicante, von dem sie rund 5 km entfernt ist. Sie wird von Alicante aus verwaltet, das rund 20 km nördlich der Insel liegt. Sie ist die einzige bewohnte Insel in der Comunidad Valenciana. 
Die Insel ist 1800 Meter lang und erreicht eine Breite von ungefähr 380 Metern. Nahe der Hauptinsel befinden sich drei kleinere Nebeninseln, Cantera im Westen, Nau im Osten und Galera im Süden. Cantera im Westen der Insel (la cantera = ‚der Steinbruch‘) wurde erst durch Gesteinsabbau zu einer Insel, die durch ein seichtes Meeresstück getrennt ist.
Die Einwohnerzahl ist rückläufig, im Jahr 2003 wurden auf der Insel 135 Bewohner gezählt, 2009 dann 73, 2015 waren es 55.
Von den Griechen wurde die Insel wahrscheinlich Planesia genannt, anschließend unter den Römern Planaria. Im Jahr 1768 kamen hauptsächlich genuesische Gefangene hierher, die von der tunesischen Insel Tabarka stammten und von König Karl III. gerettet wurden. Er befahl einen Teil der Insel einzudeichen, wo die Menschen leben sollten. Die Insel wurde daher Nueva Tabarka bzw. heute nur mehr Tabarca genannt.
Der Haupterwerb der Inselbewohner besteht im Tourismus. Die Insel wird vor allem im Sommer besucht, wenn Tagesausflüge von Alicante oder Santa Pola aus unternommen werden.

## Weblinks

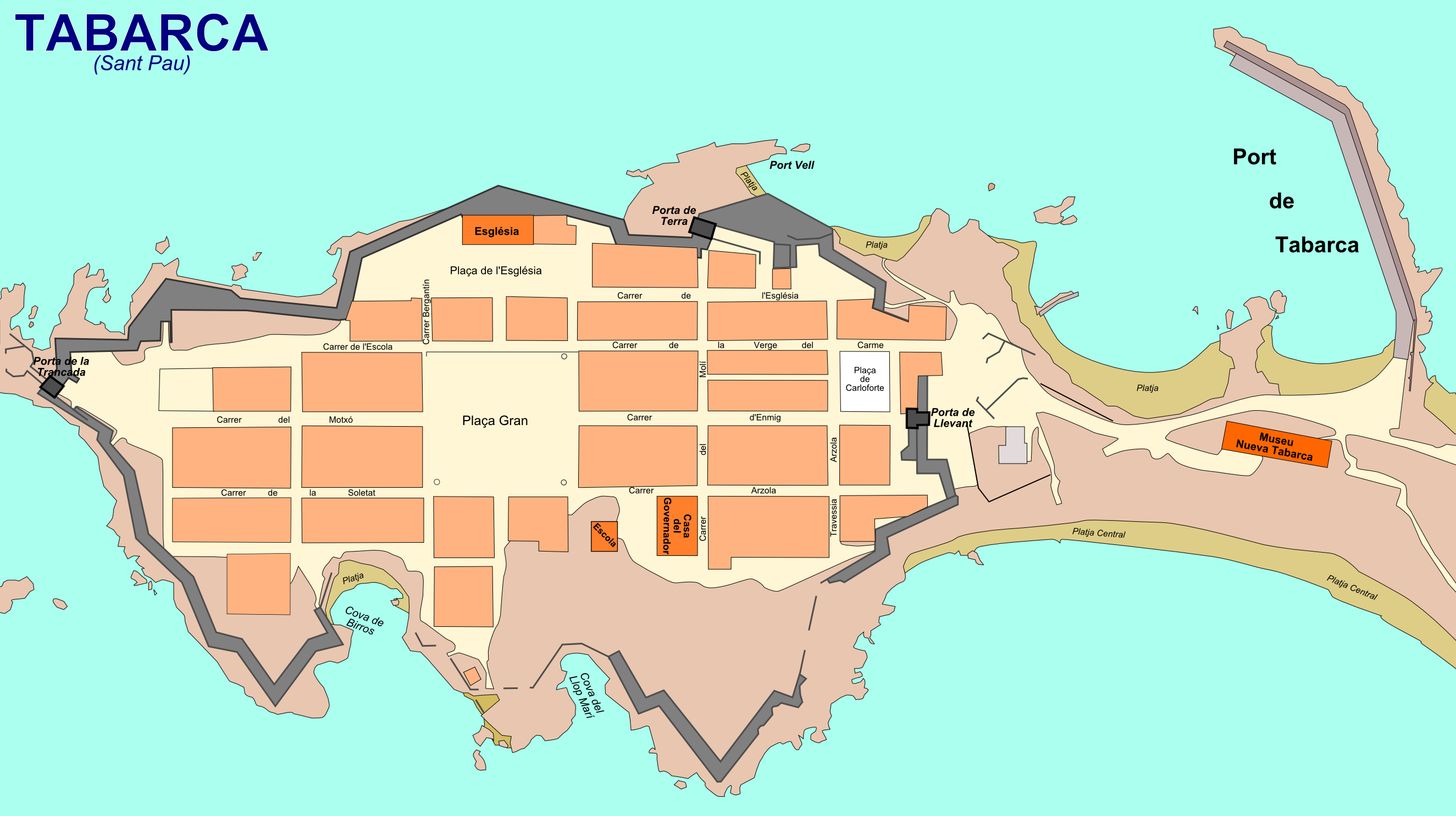
Ortsplan